# Azucarera del Guadalfeo
La Azucarera del Guadalfeo, también conocida como Azucarera Nuestra Señora del Rosario, es una antigua fábrica situada en el municipio español de Salobreña, en la provincia de Granada. Las instalaciones estuvieron en servicio entre 1861 y 2006, cuando fueron clausuradas.
En su momento la fábrica llegó a constituir el más antiguo de los ingenios fabriles en producción de Granada y de todo el sur de España. Este hecho convierte al inmueble en un exponente único de una actividad, hoy desaparecida, pero que ha sido durante siglos la forma de vida de buena parte de la población del litoral mediterráneo y que hoy constituye una indudable seña de identidad de toda la zona costera donde se cultivó la caña de azúcar, desde donde se exportó a América.

## Historia
Entre 1860 y 1861, Joaquín Agrela Moreno procedió a la construcción y montaje de la fábrica azucarera "Nuestra Señora del Rosario", comprando para ellos unos terrenos situados en el anejo de la Caleta (Salobreña). parte de los cuales pertenecían a D. Martín Heredia, empresario malagueño dedicado a la producción y el refino de azúcar. El emplazamiento era muy adecuado para la instalación fabril, toda vez que contaba con una pequeña cala por la que se podía importar el carbón y exportar el azúcar con solo construir un pequeño muelle. Tras algunas complicaciones surgidas en la instalación de la maquinaria, la fábrica comenzaría a moler en la campaña de 1861, contando con una potencia de 400Tn/día.
A la muerte de Joaquín Agrela Moreno en 1871 y en virtud de sus disposiciones testamentarias, los hijos constituyeron la Sociedad colectiva "Agrela Hermanos", con un capital de 6 millones de reales, distribuidos entre los 4 hijos y las 2 hijas del matrimonio. La muerte de Joaquín (1875) y de Juan Manuel (1878) y los problemas surgidos con la herencia de este último, obligaron a disolverla y crear otra nueva en la que la viuda de Juan Manuel, Soledad Herreros de Tejada, participaba como socio. La nueva sociedad, creada en 1883 con la misma denominación, quedó dividida en 112 acciones distribuidas entre los miembros de la familia.
En 1920 la sociedad colectiva fue transformada en Sociedad Anónima "Azucarera de Salobreña Nuestra Señora del Rosario", con una cláusula restrictiva, para impedir que ninguna acción quedara fuera de la familia Agrela. En torno al 49% de la tierra quedó en manos de la nueva Sociedad, estando el resto repartido entre diversos miembros de la familia, hijos y nietos del fundador, probablemente como resultado de la herencia del Rosario Moreno Jimeno. Las favorables condiciones del mercado del azúcar durante esta década aconsejaron una modernización de las instalaciones, de modo que entre 1928 y 1931 se instaló nueva maquinaria en las secciones de molinos, evaporación y tachas.
Tras la guerra civil, la instalación quedó anticuada, procediéndose en 1953 a un plan de modernización (carbonatación, centrifugado y secadero) y a la creación de una nueva sección para producir azúcar de remolacha. Dichos planes continuaron en la década siguiente, acometiéndose la fuelización automática de las calderas y la ampliación y modernización de la sección de evaporación. A partir de 1974 dejó de producirse azúcar de remolacha, dada su escasa rentabilidad, sobreviniendo dos años más tarde una serie de dificultades financieras que tuvieron como resultado la venta de la fábrica a la actual sociedad propietaria.

## Descripción
El conjunto fabril parte de una concepción estrictamente funcional del espacio y de una tipología edificatoria muy singular, de acuerdo con la complejidad del proceso productivo y la maquinaria necesaria. La azucarera se articula mediante la yuxtaposición de módulos que se organizan en torno a patios de maniobra y la producción del azúcar. Del conjunto arquitectónico destaca lo rotundo de la volumetría de las diferentes naves, que responden a un esquema común de planta rectangular, huecos regulares dispuestos con cierta simetría y cubierta a dos aguas de teja tradicional. Interiormente las techumbres cuentan con viguería secundaria en madera con entablado, cerchas y cordones de madera y tensores metálicos. Los muros en su mayoría tienen unos 70 cm de grosor y están construidos principalmente en ladrillos llenos con franja más baja en mampostería de piedra semi-bruta.
Buena parte de estos inmuebles y de la maquinaria son de la década de 1920, época en la que se amplía significativamente la azucarera de caña, y se consolida hasta la actualidad la instalación fabril. Pero, sobre todo, es la nave de molturación la más significativa de la fábrica. En ella está situada la maquinaria más importante, el tren de molinos, que es accionado por la última máquina de vapor que estuvo en funcionamiento en una azucarera de Europa.

### Oficinas, capilla y antiguas viviendas
La estancia destinada actualmente a oficinas, anteriormente fue ocupada por viviendas. No obstante se conservan varias viviendas de trabajadores que fueron habitadas finalmente por la familia del casero y guarda de la fábrica. En la planta baja y sobre todo en la primera se disponen las oficinas de la Azucarera del Guadalfeo, S.A. Estas se sitúan junto al acceso a la fábrica y es precisamente aquí donde se hallan el reloj de control horario de personal y las dos taquillas con las fichas de control horario del personal. El archivo documental que se encuentra en las oficinas, en la planta baja, es una habitación de unos 20 m², con una ventana y estanterías metálicas, donde se ha guardado numerosa documentación referente al desarrollo de la fábrica, desde los años 40 hasta los 90 aproximadamente, habiéndose registrado un total de 640 piezas/documentos.
Frente a esta estancia de control horaria se visualiza la capilla de la Virgen del Rosario, con otra gran puerta de madera de dos hojas que da al exterior y que ejerció de puerta principal de entrada al complejo. La planta de este edificio es alargada y presenta dos cuerpos de alzado con disposición simétrica de huecos de ventana en fachada principal, rebajados y con recercado policromado en tono albero. En la fachada posterior el ritmo es irregular.
La capilla se compone de una sola nave dispuesta en cinco arcos apuntados, con un pequeño altar y retablo dedicado a esta Virgen titular y con una pieza detrás del altar, la sacristía. A la derecha del altar se dispone otra puerta de menor tamaño que la principal.
La imagen titular, la Virgen del Rosario, procesionaba una vez al año por la fábrica, haciendo parada en la nave de los molinos. Durante años la capilla fue el lugar de casamiento de muchos trabajadores, pues hasta la década de 1960 el barrio de la Caleta no tuvo parroquia propia.

### Nave de molturación o sala de molinos
La nave de molinos tiene planta rectangular. Esta nave constituye la primera etapa de la fase productiva del azúcar de prensa de este producto. La estancia la integran una máquina de vapor fabricada en hierro de la marca Corliss (datada de 1861) que acciona el tren de molinos o puente grúa de molinos del año 1929 de la empresa Herbert Morris LTD de Inglaterra que, a su vez, movía los tres molinos de tres masas, la máquina multiplex vertical a vapor. Existen además en la misma sala las dos niveladoras de caña de azúcar, los dos conductores de transportador mecánico, el conjunto de presión hidráulica, la desmenuzadora, el reglaje de presión hidráulica-lubricación, el conjunto de transmisión The Mirrlees Watson Co. Ltd., el torno horizontal de masas, el conjunto de regulación de presión hidráulica por masa y los variadores de motores eléctricos.
Esta nave conecta con la plaza de las cañas, a través de un hueco por el cual discurrían las cintas transportadoras de las cañas de azúcar hacia el interior.

### Nave de calderas o de generadores de vapor
La nave de calderas o de generadores de vapor se ubica junto a la nave de molturación o de los molinos. Su función es la de proporcionar la energía necesaria para el accionamiento de las máquinas de vapor de la fábrica, así como de proporcionar el calor preciso a los recalentadores, evaporadores, tachas, etc., para mantener la óptima temperatura de operación de los jugos.
En su interior se disponen cinco calderas (tres acuotubular de 1860-70, una de carbón y otra de fuel oil) de ladrillo de cuatro metros de alto por dos metros de lado, que van acompañados por dos cuadros de control, uno para los procesos de la caldera de carbón y otro eléctrico y una amoladora. Esta sala comunica con otra anexa, la sala de bombas, donde se sitúan las dos bombas de agua que servían para impulsar el agua desde los depósitos de esta sala a las calderas donde se transformaba en vapor de agua.
La nave de calderas está situada en el medio del lado noroeste del recinto, con un único nivel, siendo la nave de mayor superficie del complejo. Cuenta con un acceso principal por el lado suroeste y otro secundario por el lado noreste; además de un paso directo a la nave de molinos. La nave, en forma de «L», está constituida por dos volúmenes, cada uno con cubierta a dos aguas.

### Sala de evaporación o de carbonatación y cuádruples
La nave de carbonatación tiene forma rectangular. Aquí se dedica la maquinaria a la primera depuración del jugo de caña mediante la mezcla de cal con carbonato cálcico, proceso que se efectúa mediante el depósito de preencalado y el de encalado, y dos recalentadores de carbonatación. A continuación se elimina la cal del jugo y restos de reacción a través de los cuatro depósitos de primera y segunda carbonatación. Tras esta fase se pasa a una nueva depuración con los siete evaporadores, tres de ellos de By Pass, destinados a eliminar el agua que contiene el azúcar.
La nave está conectada directamente a la nave de tachas y da acceso directo a la nave de prensas, a la nave de encalado, a la nave de molinos y a un pequeño bloque de oficinas en el lado noroeste.

### Nave de prensas y filtros o sala de depuración de jugos
En dicha nave se continúa con la depuración de jugos, mediante un filtro de sólidos de presión mecánica y un par de depósitos o recalentadores de primera filtración. Dicha operación consiste, una vez efectuada la mezcla de la cal con el jugo de azúcar mediante su primera y segunda carbonatación, en enviarla a siete depósitos de primera filtración y a otros cuatro de segunda filtración. La filtración de la materia orgánica de los jugos se elimina por medio de presión de vacío.

### Nave de encalado y recalentadores
A esta nave de encalado se accede por los dos niveles de la nave de carbonatación. Dispone de un conjunto de cuatro recalentadores de entrada de evaporación que se encargan de elevar al máximo la temperatura de los jugos depurados previamente a su entrada en los evaporadores.

### Sala de tachas y cristalización
Se disponen longitudinalmente y nos conducen hacia otra dependencia interna como es la nave de secado.
La nave se divide en dos partes: Una parte, la de acceso desde el sureste, con función de vestíbulo, con una única planta; la otra, dividida en dos alturas. En ambas se ubica la maquinaria dedicada a los procesos de cristalización mediante introducción de óculos de cristal. En esta fase, el azúcar se transforma en una miel o jarabe que ha de experimentar una disgregación de los cristales de azúcar de la miel hasta lograr su total cristalización. Esto se logra a través de dos depósitos de jarabe, cuatro depósitos de mieles de primera y segunda cocción, dos depósitos de masas de cocción, pero sobre todo son fundamentales las siete tachas de masas de primera cocción. Se finaliza la cristalización por medio de la introducción en doce malaxares de cristalización, dos conductores de agitadores de malaxadores, un cuadro de control del centro de transformación y un cuadro de control de malaxadores.
Exteriormente el edificio presenta dos plantas de alzado con disposición rítmica y simétrica de huecos de ventana rebajados y policromados en albero.

### Chimenea interior
La chimenea interior se encuentra en el límite noroeste del área de la azucarera. Tiene forma troncocónica y está construida en ladrillo; es posible identificar tres diferentes tipos de ladrillo: la mayoría del cuerpo de la chimenea está constituida por un ladrillo de color más anaranjado; en el último tramo se identifican otros dos tipos de ladrillo, posiblemente integraciones hechas posteriormente a causa de algún tipo de daño sufrido por la estructura; esta hipótesis está confirmada por la presencia de una serie de seis zunchos, añadidos a la obra original para parar las deformaciones que estaban comprometiendo de forma definitiva la estabilidad de la chimenea; en la parte alta de la chimenea se pueden identificar claramente la deformaciones de la fábrica. Además, en la parte baja se identifica una mancha de ladrillos de diferente color, testimonio de otra posible integración posterior a algún tipo de daño a la fábrica original.

### Plaza de cañas
La plaza de las cañas era el espacio central no edificado que ejercía de distribuidor de gentes y materias primas, tal como sucedía en las tipologías de grandes construcciones agrícolas como las haciendas de olivar. A la plaza llegaban las cargas de caña de azúcar y de remolacha azucarera que luego se transformaban en el interior. Es un espacio singular y especialmente significativo, ya que este recinto cerrado representa la continuidad de la zona agrícola dentro del complejo fabril, era el área de mayor trasiego de personas, materias, animales y máquinas, y donde aún se conservan el transportador mecánico de caña de azúcar, la niveladora de caña de azúcar y un conjunto volante-reductor. 
La plaza tiene forma casi perfectamente cuadrada (48 m x 54 m). El acceso es por la esquina este; la plaza está delimitada por el lado noreste por las oficinas y casas de administración, y por el lado noroeste y parte del lado suroeste por algunas de las naves; el resto del perímetro está delimitado por un muro realizado con técnicas diferentes.

### Chimenea exterior
La chimenea exterior está ubicada en la colina que domina La Azucarera. Tiene una altura de aproximadamente 10 m y está construida completamente en ladrillos llenos; tiene forma troncocónica con una franja de base de mayor grosor, para dar mayor estabilidad a la estructura. La parte final tiene un zuncho metálico circular usado para darle mayor resistencia contra las intemperies, en particular el viento.